# Gaspare Del Bufalo
Gaspare Del Bufalo (Roma, 6 de gener de Roma - 28 de desembre de 1837) fou un sacerdot italià, fundador de la congregació dels Missioners de la Preciosíssima Sang. És venerat com a sant per l'Església catòlica.

## Biografia
Gaspare nasqué en una família antigament benestant però vinguda a menys; el seu pare Antonio era cuiner dels prínceps Altieri, i Annunziata Quartieroni, la seva mare, atenia a la família. Molt religiós des de petit, estudià al Collegio Romano i prengué ordes menors en 1798, per començar a fer obres d'assistència espiritual i material als més necessitats. S'ordenà sacerdot el 31 de juliol de 1808, i contribuí a la revifalla de l'Opera di San Galla, institució benèfica de la que fou director des de 1806. Va predicar a Roma, on fundà el primer oratori de Santa Maria in Pincis e in Campo Vaccino (al Fòrum romà).

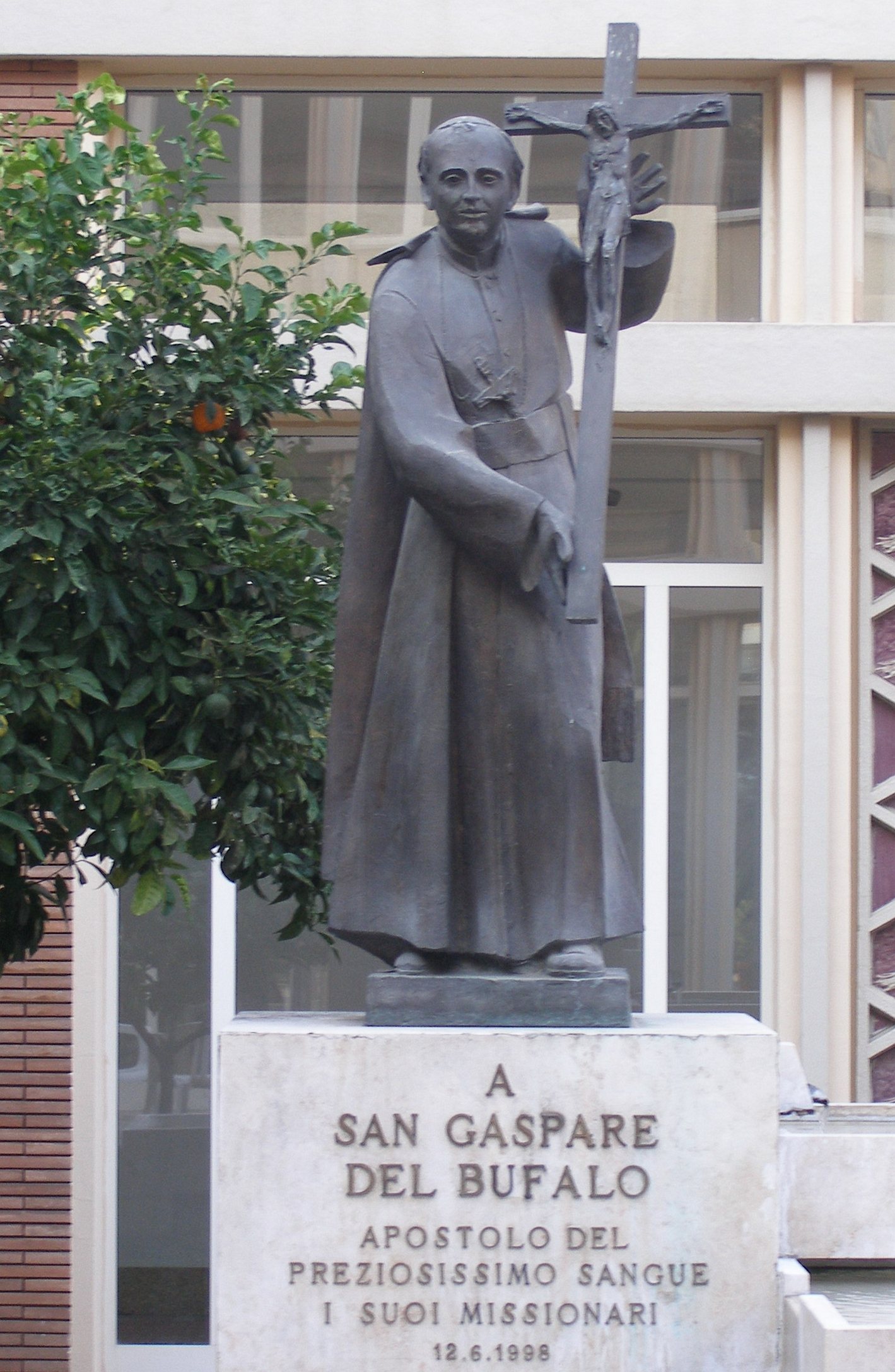
Escultura del sant a Roma.

Entre 1809 i 1810, mentre Roma era ocupada per les tropes de Napoleó Bonaparte, Gaspare del Bufalo, fidel al papa Pius VII, no va voler jurar fidelitat a l'emperador: va dir "Non debbo, non posso, non voglio" ("No dec, no puc, no vull"). Desterrat, s'exilià a Piacenza i fou empresonat a Bolonya, Imola i Lugo. Tornà a Roma quatre anys després. En tornar, pensà d'ingressar a la Companyia de Jesús, però veient la necessitat de reevangelització que hi havia, va començar a predicar i a pensar a fundar un nou institut.
El 1815 fundà una societat de vida apostòlica, els Missioners de la Preciosíssima Sang, a l'abadia de San Felice in Giano (Úmbria). Fins a morir, treballà intensament en la predicació i l'evangelització de la Itàlia central. Fou conegut per la seva eloqüència i el lliurament als pobres, i per la seva tasca amb els bandolers del Laci. Fou amic de Vicenzo Pallotti, que l'assistí al seu llit de mort. El 1834, va aconsellar Maria de Mattias en la fundació de l'Institut de les Germanes Adoratrius de la Preciosíssima Sang (o Adoratrius de la Sang de Crist).
Predicà a Roma, a la Chiesa Nuova el 1837 i marxà a Albano, on emmalaltí; tornà malalt a Roma durant l'epidèmia de còlera, per ajudar els malalts. Tornà a marxar, però cridat pel cardenal Franzoni, tornà a Roma, on morí a un apartament del Teatre de Marcel el 28 de desembre de 1837.

## Veneració

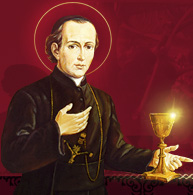
El sant en una estampa.

Morí en llaor de santedat i fou sebollit a Albano. Després, el seu cos fou traslladat a l'església romana de Santa Maria in Trivio, propietat de la congregació que havia fundat. Fou beatificat el 1904 i canonitzat per Pius XII el 12 de juny de 1954.
Va portar a terme una gran activitat d'apostolat, tant a Roma i rodalia (com la conversió dels bandolers de les muntanyes del Laci i la Campània, per la qual cosa fou anomenat Predicador dels lladres), com a terres de missió, inspirat per l'obra de Sant Francesc Xavier.